# Salles-sur-Garonne
Salles-sur-Garonne is een gemeente in het Franse departement Haute-Garonne (regio Occitanie) en telt 301 inwoners (1999). De plaats maakt deel uit van het arrondissement Muret.

## Geografie
De oppervlakte van Salles-sur-Garonne bedraagt 5,7 km², de bevolkingsdichtheid is 52,8 inwoners per km².
De onderstaande kaart toont de ligging van Salles-sur-Garonne met de belangrijkste infrastructuur en aangrenzende gemeenten.

## Demografie
Onderstaande figuur toont het verloop van het inwonertal (bron: INSEE-tellingen).